# Bibliofili

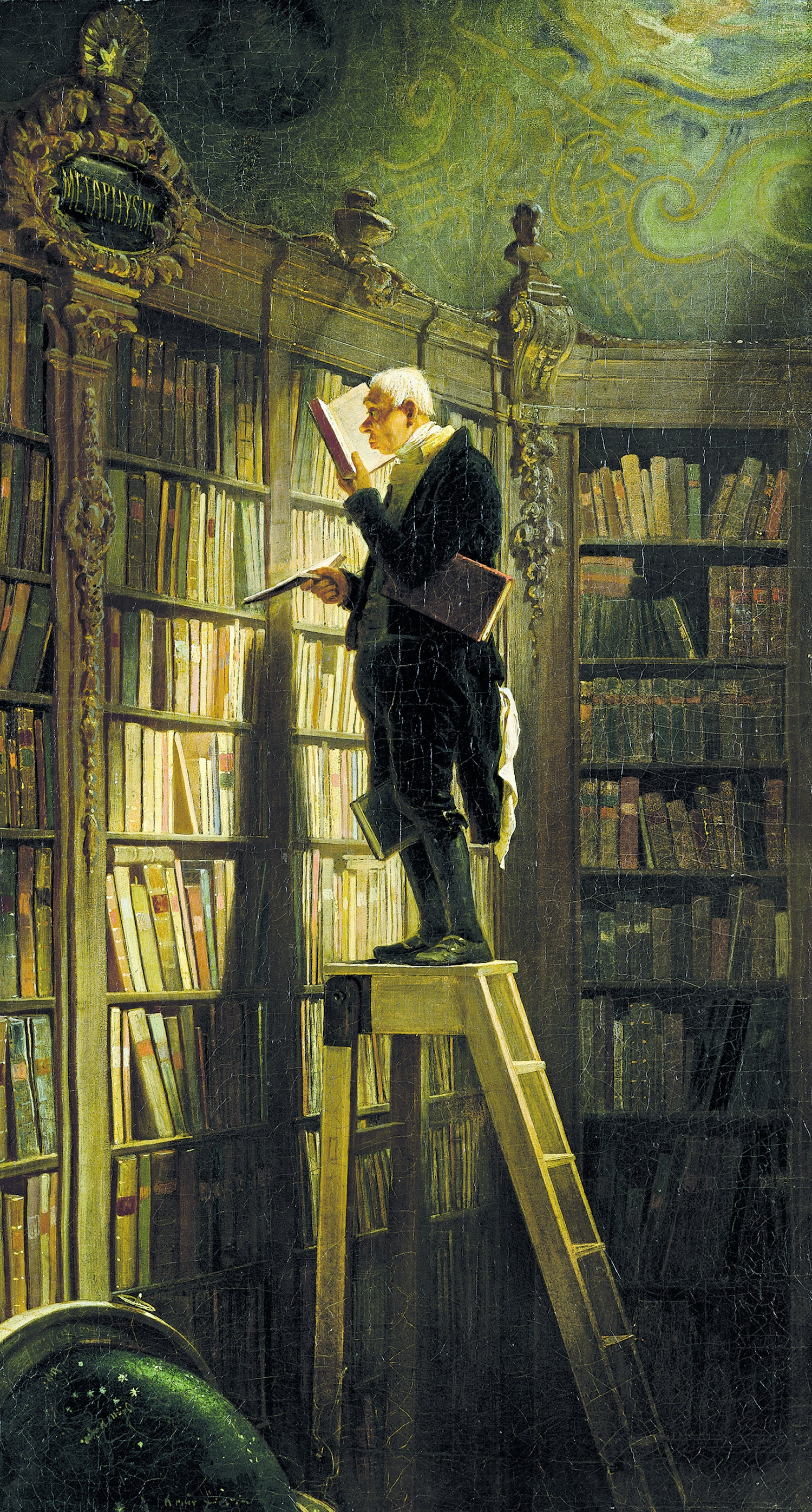
"Bokmalen" av Carl Spitzweg (1850).

Bibliofili (av grekiska biblion "(liten) bok" och philos "vän") är en benämning för en människas kärlek till eller vurm för böcker. En bibliofil är en bokvän, bokälskare, boksamlare. I sistnämnda bemärkelse förväxlas ordet ofta med biblioman. Både bibliofilen och bibliomanen samlar böcker, men den förre fäster sig därvid i synnerhet vid deras innehåll och samlar huvudsakligen i vetenskapligt syfte, varemot bibliomanen mera fäster sig vid böckernas yttre egenskaper, såsom deras sällsynthet. 
Med bibliofilupplaga menas en särskilt påkostad utgåva eller delutgåva av ett bokverk med exempelvis exklusivare inbindning, bättre papper med mera än den ordinarie upplagan. En bibliofilupplaga är ofta numrerad.

## Sällskap
Av stor betydelse i vetenskapligt hänseende är de i många länder av bibliofiler bildade sällskapen för utgivning i tryck av sällsynta böcker, värdefulla handskrifter samt bibliografier och dylikt. Dit hör i England de bekanta "printing clubs", såsom "Camden Society" (stiftad 1838), "Shakespeare Society" (1840), "Early English Text Society" (1864) med flera; i Frankrike "Société des bibliophiles français" (1820), "Académie des bibliophiles" (1866–70) och "Société des bibliophiles contemporains" (1887); i Tyskland "Gesellschaft der Bibliophilen" (1899), "Gutenberg-Gesellschaft" (1901) med flera. I Sverige arbetade i samma syfte "Svenska fornskrift-sällskapet" i Stockholm (stiftat 1843), "Svenska litteratursällskapet" i Uppsala (1880) samt "Föreningen för bokhantverk" i Stockholm (1900).